# Izzat Artykov
Izzat Artykov (8 de setembro de 1993) é um halterofilista quirguiz.

## Carreira
Izzat Artykov competiu na Rio 2016. Ganhador de uma medalha de bronze na categoria até 69 kg teve ela cassada, por falhar em um teste anti-doping. Não foi o primeiro caso de doping da Rio 2016. sua medalha ficou com o colombiano Luis Javier Mosquera.